# Ján Volko
Ján Volko (* 2. listopadu 1996, Bratislava) je slovenský atlet, sprinter. Je závodníkem klubu BK HNTN Bratislava. S Českou republikou ho pojí především hostování v extraligovém mužském atletickém týmu AK Olomouc.
V roce 2015 startoval na juniorském mistrovství Evropy, kde postoupil do semifinále běhu na 100 metrů. O rok později na evropském šampionátu dospělých v Amsterdamu postoupil do semifinále na 100 i 200 metrů.

## Sezóna 2017
Dne 4. března 2017 získal na v Bělehradě na evropském halovém šampionátu v běhu na 60 metrů překvapivou stříbrnou medaili, když zaběhl nový slovenský rekord časem 6,58 sekundy. Stal se tak prvním reprezentantem Slovenska, který se probojoval do finále nejkratšího sprintu na vrcholném světovém nebo evropském akcí.
Na mistrovství Evropy do 23 let v červenci 2017 získal stříbrnou medaili v běhu na 100 metrů a zvítězil ve finále běhu na 200 metrů. Zároveň přitom vytvořil nový národní rekord v této disciplíně časem 20,33 s.
Na mistrovství světa v Londýně vytvořil v rozběhu na 100 metrů nový osobní i slovenský rekord na této trati 10,15 s. Ve čtvrtfinále dosáhl výkonu 10,25 a do semifinále nepostoupil.

## Sezóna 2019
Na halovém mistrovství Evropy v Glasgow v březnu 2019 zvítězil v běhu na 60 metrů.

## Osobní život
Volko je věřící katolík, animátor v Salesiánském středisku mládeže v Bratislavě-Trnávce.

## Osobní rekordy
Venku
- Běh na 100 metrů - 10,13 s (+1,1 m / s, Šamorín 2018 )
- Běh na 200 metrů - 20,33 s (+1,6 m / s, Bydgoszcz 2017)

V hale
- Běh na 60 metrů - 6,58 s (Bělehrad 2017)
- Běh na 200 metrů - 21,40 s (Ostrava 2016)
- Běh na 400 metrů - 49,56 s (Bratislava 2016)